# مانويل ريفيرا غاريدو
مانويل ريفيرا غاريدو (بالإسبانية: Manuel Rivera Garrido)‏ (16 مارس 1978 بليما في بيرو - ) هو مدرب كرة قدم ولاعب كرة قدم بيروفي وسويسري في مركز الوسط. لعب مع نادي بيلينزونا ونادي فادوتس ونادي كرينز ونادي كياسو ونادي لوغانو وFC Malcantone Agno ‏.

## وصلات خارجية
- مانويل ريفيرا غاريدو على موقع قاعدة بيانات كرة القدم.إي يو (الإنجليزية)
- مانويل ريفيرا غاريدو على موقع Soccerway.com (الإنجليزية)